# Universal Futebol Clube
O Universal Futebol Clube é um clube de brasileiro de futebol da cidade de Porto Real do Colégio, no estado de Alagoas. Suas cores são amarelo, preto e branco.
O clube pertence ao empresário de futebol e presidente da Federação Alagoana de Futebol, Gustavo Feijó.

## Títulos

### Estaduais
- Vice-Campeonato Alagoano - 2ª Divisão: 2 vezes (2006 e 2007)